# Cascade Locks

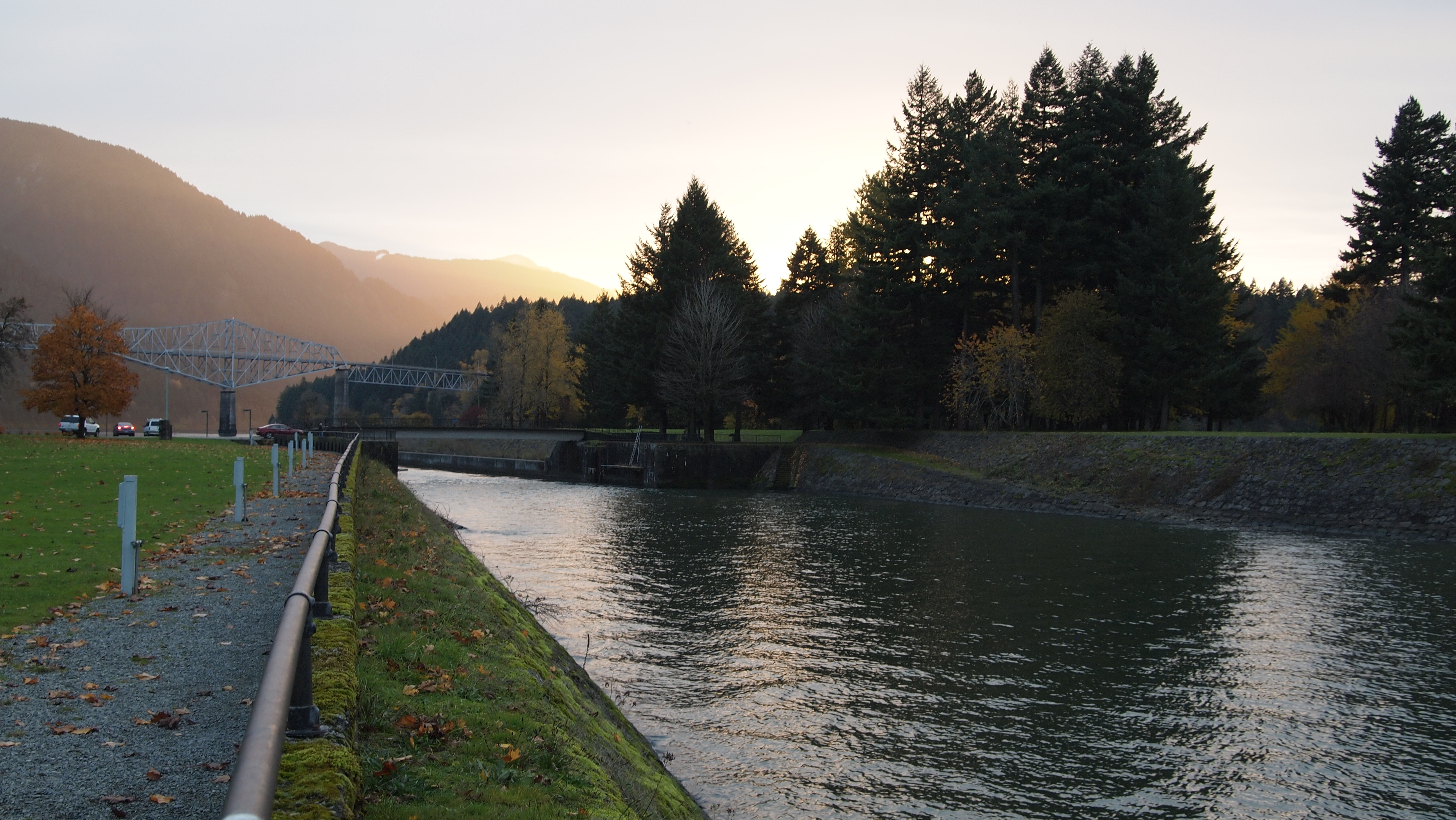
Zonsondergang bij Cascade Locks

Cascade Locks is een plaats (city) in de Amerikaanse staat Oregon, en valt bestuurlijk gezien onder Hood River County.

## Etymologie
De naam Cascade Locks komt van de stroomversnelling en schutsluizen in de Columbia rivier. Vanwege de ondiepten en snelle waterstroom was de rivier ter plaatse onbevaarbaar. In 1867 gaf het Amerikaanse congres geld en toestemming om een kanaal en schutsluis langs de stroomversnelling aan te leggen. De bouw duurde zo’n 20 jaar en veel arbeiders vestigden zich in de buurt. De zalmvisserij was een andere belangrijke bron van inkomsten en rond 1900 telde de plaats zo’n 550 inwoners.

## Demografie
Bij de volkstelling in 2000 werd het aantal inwoners vastgesteld op 1115.
In 2006 is het aantal inwoners door het United States Census Bureau geschat op 1109, een daling van 6 (-0,5%).

## Geografie
Volgens het United States Census Bureau beslaat de plaats een oppervlakte van
7,7 km², waarvan 5,6 km² land en 2,1 km² water.

## Plaatsen in de nabije omgeving
De onderstaande figuur toont nabijgelegen plaatsen in een straal van 28 km rond Cascade Locks.